# Библиотека — литературный музей имени Н. Н. Блинова
Библиотека — литературный музей имени Н. Н. Блинова — музей в Мурманске.

## Из истории Библиотеки-музея
18 февраля 2003 года филиал № 4 Муниципального учреждения культуры «Центральная городская библиотека г. Мурманска» получил статус «Библиотека — литературный музей» и имя Николая Николаевича Блинова, старейшего писателя города, который с 1948 по 1984 год долгие годы был читателем филиала, а после выхода своих повестей «Судьба» и «Люди под палубой» он встречался с читателями библиотеки уже как писатель.
С 2003 года в библиотеке работает литературный музей, рассказывающий о писательской династии Мурманска: Н. Н. Блинове, его жене А. С. Хрусталевой и их сыновьях — Николае и Борисе. Все вместе они написали около 40 книг, главный герой которых — Мурманск.

## Деятельность
Каждый год в музее проводится около сотни краеведческих мероприятий: литературные вечера, премьеры книг, часы размышлений, литературные игры и сказочные чтения, медиапрезентации, виртуальные экскурсии, викторины и творческие конкурсы. В работе библиотеки используются интерактивные и диалоговые формы работы, элементы музейной педагогики.
Библиотека-музей работает по проектам:
- История семьи в истории города
- Прикосновение к подвигу
- Медведь-краевед

Проект «История семьи в истории города» по страницам книг династии Блиновых рассказывают о жизни в старом Мурманске.
Медиапрезентации проекта «Прикосновение к подвигу» в жанре литературных чтений знакомят со страницами прозы и поэзии о Великой Отечественной войне. Участникам проекта предлагается написать рассказ, сделать презентацию или буклет на тему «Война в судьбе моей семьи».
Проект «Медведь-краевед» адресован учащимся начальной школы.
Это своеобразное путешествие по Кольскому Северу вместе с Медведем-краеведом. Сначала ребята совершают виртуальные прогулки по улицам нашего города. А затем отправляются в воображаемое путешествие по Мурманской области, в котором знакомятся с коренными народами и природой Кольского Севера.

## Музейная экспозиция «Литературная династия Мурманска»
В фонде музея литературной династии находится более полутора тысяч музейных предметов, треть из них — подлинники.
Основные разделы экспозиции:
- музейные витрины «Старейший писатель Мурманска» и «Женщина из морского братства»;
- выставка — просмотр «Литературная династия Мурманска»;
- экспозиция «Письменный стол писателя».

В витринах представлены личные вещи Николая Блинова и Александры Хрусталевой, фотографии и документы из архива семьи Блиновых.
На выставке — просмотре книги и публикации о творчестве писателей дополняют копии фотографий и документов, а также аудио- и видеоматериалы.
Экспозиция «Письменный стол писателя» воссоздает атмосферу Мурманска 60-х годов прошлого века. Рядом фотовернисаж Людмилы Белозеровой «Старый город». На снимках 50-70-х годов посетители музея видят Мурманск знакомый и неизвестный.

## «Музей в чемодане»
«Музей в чемодане» — это небольшая коллекция предметов (не музейных в строгом смысле слова), подобранных по теме «Мир забытых вещей»: документы, открытки и фотографии, предметы быта мурманчан 30-70-х гг. Все экспонаты коллекции собраны в 4-х старых чемоданах.
Экспонаты «музея в чемодане» ребята могут взять в руки и при желании совершить действия с ними: печатать на пишущей машинке, писать ручкой — вставочкой, обмакнув её в чернильницу — непроливашку, полистать семейный альбом мурманчан 60-х годов. В итоге возникает ситуация «знание через руки», дающее, по мнению психологов, наибольший эффект в работе со школьниками. Идея «музея в чемодане» — «Экспонаты трогать разрешается!»
Такой «музей в чемодане» служит предметной иллюстрацией к произведениям о старом Мурманске. В чемоданах находятся вещи, которые могли бы принадлежать героям книг. Так предметный ряд музейной экспозиции становится продолжением образного ряда литературного произведения.

## Контакты
Адрес: ул. Октябрьская, 21
Телефон: 8(8152)42-01-74
e-mail: f4@murmanlib.ru
График и режим работы:
Вт.-пт.: 09.00-20.00;
Сб., вс.: 10.00-18.00
Выходной день — понедельник
Санитарный день — первая среда месяца
Заведующая: Бурина Галина Сергеевна

## Публикации о Библиотеке — музее
- Амбулова М. Пионерский галстук сдали в музей // Мурманский вестник. — 2007. — 6 октября.
- Малышева А. В ногу со временем // Вечерний Мурманск. — 2009. — 12 февраля. (недоступная ссылка)
- Орешко М. А. Проект «История семьи в истории города» / М. А. Орешко // Библиотечно-информационный бюллетень. — 2008. — N 20. — С. 38-42.
- Семенова Н. В. Книжная гавань : работа по военно-патриотическому воспитанию в библиотеке-литературном музее имени Н. Н. Блинова // История полярных библиотек : материалы Всероссийской научно-практической конференции, 13-16 апреля 2009 года, г. Мурманск, г. ЗАТО Заозерск / [редкол. : С. Б. Ершов и др. — Мурманск : Мурманское книжное изд-во, 2009. — С. 103—107.
- Семенова Н. В. «Музей в чемодане» : от истории семьи к истории города // Вестник библиотек Москвы. — 2009. — N 2. — С. 40-43.
- Феофанова О. Знатоки техники и слова // Мурманский вестник. — 2005. — 29 сентября.